# NGC 5916
NGC 5916 é uma galáxia espiral barrada (SBa/P) localizada na direcção da constelação de Libra. Possui uma declinação de -13° 10' 09" e uma ascensão recta de 15 horas, 21 minutos e 37,8 segundos.
A galáxia NGC 5916 foi descoberta em 5 de Junho de 1836 por John Herschel.